# 法國外籍兵團第2外籍工兵團
法國外籍兵團第2外籍工兵團（法文：2e régiment étranger de génie）為法國外籍兵團的一員，駐紮於沃克呂茲省Saint-Christol，目前隸屬於法國第27山地步兵旅。

## 沿革
- 1939年：設立第6外籍工兵團。
- 1942年：編入第1外籍步兵團。
- 1949年：以第1外籍步兵團為主體重新設立第6外籍工兵團。
- 1955年：第6外籍工兵團解散。
- 1984年：又重新設立第6外籍工兵團。
- 1999年：第6外籍工兵團分編為第1外籍工兵團與第2外籍工兵團。

## 編制
- 團本部
- 本部連
- 第1連
- 第2連
- 第3連
- 管理支援連（武器、車輛、通信等整備）
- 基礎訓練連

- 本團約有920名成員。

## 裝備

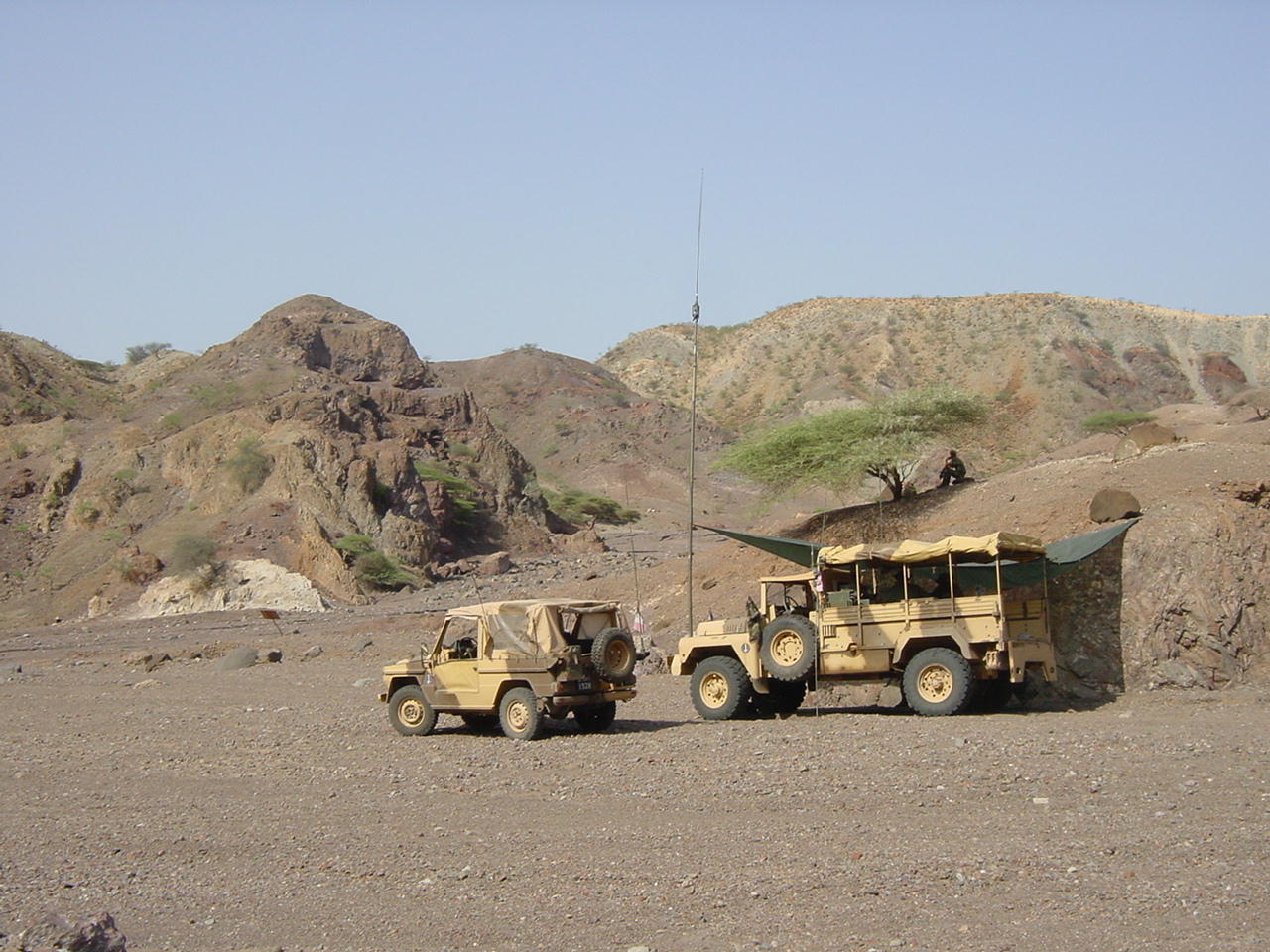
工兵團車輛

- 貝瑞塔92
- FAMAS
- FR-F2
- FN Minimi
- AA-52
- 白朗寧M2
- EBG5裝甲工兵車
- MFRD地雷鋪設車
- PMM掃雷車
- PAA架橋車
- MPG多功能工兵車
- EFA浮橋車
- MAT車輛渡河器材車
- VAB裝甲車
- VBL裝甲車
- 標緻P4

## 外部連結
- 法國外籍兵團第2外籍工兵團官方網站 （法文）